# Seututie 640
Pour les articles homonymes, voir Route 640.
La route régionale 640 (finnois : Seututie 640) est une route régionale allant de Vihtavuori à Laukaa jusqu'à Metsolahti à Laukaa en Finlande,,.

## Présentation
La seututie 640 est une route régionale de Finlande-Centrale.

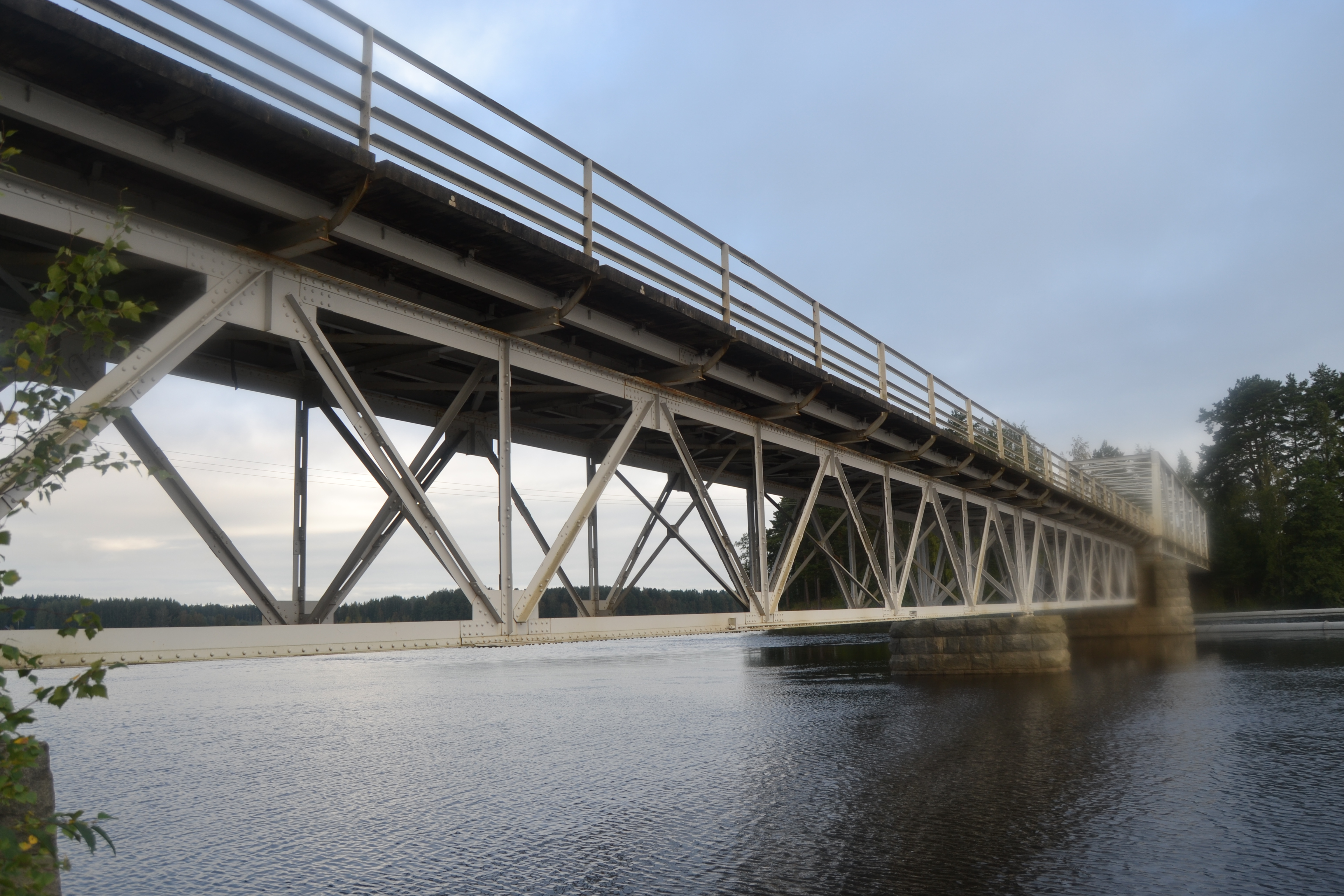
Le pont de Vuonteensalmi emprunté par la route régionale 640.